# Dario Dabac
Dario Dabac (nacido el 23 de mayo de 1978) es un exfutbolista croata que se desempeñaba como defensa.
Jugó para clubes como el NK Zagreb, Dinamo Dresde, 1. FC Union Berlin, Greuther Fürth, Ried, Sanfrecce Hiroshima y HNK Rijeka.

## Trayectoria

### Clubes
| Club                    | País     | Año         |
| ----------------------- | -------- | ----------- |
| NK Zagreb               | Croacia  | 1998 - 2001 |
| Dinamo Dresde           | Alemania | 2001 - 2003 |
| 1. FC Union Berlin      | Alemania | 2003        |
| Greuther Fürth          | Alemania | 2004        |
| Ried                    | Austria  | 2005 - 2006 |
| Sanfrecce Hiroshima     | Japón    | 2006 - 2008 |
| HNK Rijeka              | Croacia  | 2008 - 2009 |
| Al-Arabi                | Kuwait   | 2009 - 2010 |
| NK Nehaj                | Croacia  | 2010        |
| Chongqing Dangdai Lifan | China    | 2011        |
| Shenyang Zhongze        | China    | 2012        |
| NK Nehaj                | Croacia  | 2013        |